# 杜申 (犹他州)
杜申（英語：Duchesne，/duːˈʃeɪn/ doo-SHAYN）是美国犹他州杜申县下属的一座城市。建市于 1904年，面积大约为2.53平方英里（6.6平方公里），海拔约为5,518英尺（1,682米）。根据2010年美国人口普查，该市有人口1,690人。